# Great Barton
Great Barton is een civil parish in het bestuurlijke gebied St Edmundsbury, in het Engelse graafschap Suffolk.